# J. Pat O'Malley
J. Pat O'Malley (15 de marzo de 1904 – 27 de febrero de 1985) fue un cantante y actor inglés de carácter, a lo largo de cuya trayectoria actuó en numerosas producciones cinematográficas y televisivas estadounidense desde los años 1940 hasta 1982. También fue actor teatral, participando en el circuito de Broadway en las obras Diez negritos (1944), con muy buenas críticas, y Crimen perfecto (1954).

## Biografía

### Inicios
Nacido en el seno de una familia de origen irlandés en Burnley, Inglaterra, O’Malley inició su carrera artística en 1925 como cantante, actuando con Jack Hylton y su orquesta en el Reino Unido entre 1930 y 1933. Conocido entonces como Pat O'Malley, grabó más de cuatrocientas canciones populares en la época. En 1930 cantó Amy, Wonderful Amy, una canción dedicada a la aviadora Amy Johnson e interpretada con la banda de Jack Hylton. En 1935 inició una carrera en solitario, que compaginaba con su trabajo con Hylton. 
A finales de 1935 Hylton y O'Malley viajaron a los Estados Unidos para grabar con una banda compuesta por músicos americanos, emulando así a Ray Noble y Al Bowlly. El proyecto tuvo corta vida, y O'Malley se quedó en Estados Unidos, pasando a ser conocido profesionalmente como J. Pat O'Malley (para evitar la confusión con el actor Pat O'Malley). 

### Carrera televisiva
O'Malley fue artista invitado en 1951, con el papel de un sheriff, en la serie televisiva western de Bill Williams The Adventures of Kit Carson. Entre 1950 y 1955, actuó en cinco episodios de The Philco-Goodyear Television Playhouse, y desde 1951 a 1957 trabajó en ocho entregas de otra serie de antología, Robert Montgomery Presents. Otra de sus actuaciones tuvo lugar en el show producido por Walt Disney Spin and Marty (1955).
En 1956 fue actor invitado en uno de los últimos capítulos de la serie de temática legal de la NBC Justice, The Guilty. Dos años más tarde también fue invitado en la serie Gunn, en concreto en el episodio The Vicious Dog.
También actuó en la serie de Rod Cameron City Detective, en el episodio "Found in a Pawnshop" (1955), y en 1960 participó en otro show de Cameron, Coronado 9. En 1959 y en 1960 trabajó en tres capítulos de la serie western de American Broadcasting Company The Rebel, protagonizada por Nick Adams.
O'Malley fue un sacerdote el 6 de enero de 1959 en The Secret of the Mission, episodio perteneciente a la serie en radiodifusión Rescue 8, protagonizada por Jim Davis y Lang Jeffries, y en la cual también trabajaba Rafael Campos.
En el año 1959, O'Malley fue Walter Morgan en The First Gold Brick, una de las entregas de la serie western The Californians. En 1959 y 1960 actuó ocho veces, como el juez Caleb Marsh, en Black Saddle, y también en 1959 fue el Dr Hardy en un episodio de Hennesey, con Jackie Cooper. En la entrega 10 de la tercera temporada de la serie de Steve McQueen Randall, el justiciero The Medicine Man, O'Malley fue el Doc. También fue un presidente de banco en un episodio de The Real McCoys, el titulado The Bank Loan, emitido el 15 de enero de 1959.
Al siguiente año fue actor invitado en las series The Tab Hunter Show,  The Law and Mr. Jones, Johnny Midnight, Johnny Staccato, Harrigan and Son, Adventures in Paradise, The Islanders, Going My Way, y The Tall Man. Dos de sus actuaciones tuvieron lugar en el show de la CBS Perry Mason, en los capítulos The Case of the Prudent Prosecutor y The Case of the Roving River.
En el año 1961 participó en tres entregas de Tales of Wells Fargo, interpretando a diferentes personajes. Ese mismo año actuó en Bus Stop, y al siguiente en dos episodios de The Twilight Zone, The Fugitive y Mr. Garrity and the Graves. Además, trabajó en dos ocasiones en The Lloyd Bridges Show en la temporada 1962-1963. Junto a Spring Byington actuó en 1964 en This Train Don't Stop Till It Gets There, episodio de la serie The Greatest Show on Earth.
En la temporada 1963-1964 O'Malley intervino en ocho episodios de Mi marciano favorito, volviendo a The Twilight Zone para hacer un pequeño papel en The Self-Improvement of Salvatore Ross. Durante la siguiente temporada, trabajó en Wendy and Me. O'Malley actuó en el episodio de Hogan's Heroes How to Cook a German Goose by Radar en 1966, y en 1967 en otro episodio, D-Day at Stalag 13.  En el año 1966 fue Ed Breck en la entrega Win Place and Die, de la sitcom de Jack Sheldon Run, Buddy, Run. También fue ocasionalmente Vince en The Rounders. En el episodio emitido en 1966 The Four Dollar Law Suit, perteneciente a la serie western Death Valley Days, O'Malley actuó junto a Strother Martin.
O'Malley encarnó en 1969 al padre de Brady (Florence Henderson) en el primer episodio de la serie de ABC The Brady Bunch. Utilizó el nombre Fleming en sus dos primeras actuaciones en El fugitivo (See Hollywood And Die en la 1ª temporada, y Crack In A Crystal Ball en la 3ª). En 1973 O'Malley protagonizó junto a Shirley Booth la comedia de breve recorrido A Touch of Grace. También participó varias veces en Maude entre 1973 y 1975, y trabajó en otros shows, entre ellos Ladrón sin destino, One Day At A Time, Emergency!, Adam-12, The Practice, Three's Company, y Taxi. Otra serie en la que actuó fue la producción de ABC Family en 1979. Igualmente trabajó en 1975 en un episodio de Barney Miller, You Dirty Rat, además de rodar otros dos en 1979 y 1981.

### Actor de voz
Walt Disney contrató a O'Malley para trabajar como actor de voz en cintas y en secuencias de animación, como fue el caso de la escena de la canción "Supercalifragilisticexpialidocious" en Mary Poppins (1964). Otras producciones en las que participó fueron La leyenda de Sleepy Hollow y el Señor Sapo (1949), El libro de la selva (1967) y Alicia en el país de las maravillas (1951). O'Malley también dio voz a Hermano Zorro en Canción del sur (1946), cuando James Baskett no estaba disponible. El actor Dick Van Dyke atribuía su infame acento cockney en Mary Poppins a O'Malley.

### Muerte
J. Pat O'Malley falleció a causa de una enfermedad cardiovascular en San Juan Capistrano, California, en el año 1985. Había estado casado con Fay M. O'Malley.

## Selección de su filmografía
- 1940 : Captain Caution
- 1941 : Paris Calling
- 1943 : Thumbs Up
- 1943 : Lassie Come Home
- 1944 : The White Cliffs of Dover
- 1949 : La leyenda de Sleepy Hollow y el Señor Sapo (voz)
- 1951 : Alicia en el país de las maravillas (voz)
- 1955 : Spin and Marty: The Movie
- 1956 : The Fastest Gun Alive
- 1957 : Four Boys and a Gun
- 1957 : Courage of Black Beauty
- 1957 : Testigo de cargo
- 1958 : The Long, Hot Summer
- 1958 : Playhouse 90 (serie TV), episodio "Bomber's Moon"
- 1960–1964 : The Twilight Zone (serie TV), 4 episodios
- 1961 : Tales of Wells Fargo (serie TV), 3 episodios
- 1961 : 101 dálmatas (voz)[11]
- 1961 : Blueprint for Robbery
- 1962 : The Cabinet of Caligari
- 1962 : Gunsmoke (serie TV), episodio "Old Comrade"
- 1963 : Son of Flubber
- 1963 : The Andy Griffith Show (serie TV), episodio ″Up in Barney's Room″
- 1963 : Shotgun Wedding
- 1964 : Hey There, It's Yogi Bear
- 1964 : A House Is Not a Home
- 1964 : Mary Poppins
- 1964 : Apache Rifles
- 1964 : The Lucy Show (serie TV), episodio "Lucy Goes Into Politics"
- 1964 : The Dick Van Dyke Show (serie TV), episodio "The Plots Thicken"
- 1966 : El agente de CIPOL (serie TV), 2 episodios
- 1967 : Gunn
- 1966-1967 : Hogan's Heroes (serie TV), 2 episodios
- 1966-1968 : Green Acres (serie TV), 4 episodios
- 1967 : El libro de la selva (voz)
- 1967 : Gunn
- 1968 : Ladrón sin destino (serie TV), episodio "A Matter of Royal Larceny"
- 1968 : The Flying Nun (serie TV), episodio "The Sister and the Old Salt"
- 1968 : Star!
- 1969 : Hello, Dolly!
- 1969 : Daniel Boone (serie TV), episodio "Copperhead Izzy"
- 1970 : El club social de Cheyenne
- 1971 : Willard
- 1971 : Skin Game
- 1973 : Robin Hood (voz)
- 1973 : A Touch of Grace (serie TV), 13 episodios
- 1975 : Emergency! (serie TV), episodio "Messin' Around"
- 1975-1977 : Maude (serie TV), 8 episodios
- 1976 : Locos al volante
- 1978 : One Day at a Time (serie TV), episodio "Peabody's War"
- 1979 : Three's Company (serie TV), episodio "Old Folks at Home"
- 1979–1981 : Barney Miller (serie TV), 2 episodios
- 1981 : Cheaper to Keep Her